# Богданов (Гомельская область)
Богданов (бел. Багданаў) — упразднённый посёлок в Октябрьском районе Гомельской области Беларуси. В составе Поречского сельсовета.
Территория посёлка вошла в состав соседней деревни Растов.

## География
Располагался рядом с деревней Растов.

## История
Посёлок Богданов на территории Октябрьского района Гомельской области подвергся уничтожению немецко-фашистскими оккупантами вместе с жителями во время Великой Отечественной войны.
До 1 декабря 1966 года в составе Поречского сельсовета.
Территория посёлка Богданов вошла в состав соседней деревни Растов.